# كيرسون هوانغ
كيرسون هوانغ (بالإنجليزية: Kerson Huang) (و. 1928 – 2016 م) هو فيزيائي، ولغوي، وأستاذ جامعي من الولايات المتحدة الأمريكية . ولد في نانينغ. وكان عضواً في الأكاديمية الأمريكية للفنون والعلوم .
توفي عن عمر يناهز 88 عاماً.

## مناصب وهيئات
أدار معهد ماساتشوستس للتكنولوجيا.

## جوائز
حصل على جوائز منها:
- زمالة غوغنهايم.